# 오타쿠 엘프
오타쿠 엘프(일본어: 江戸前エルフ, Otaku Elf)는 히구치 아키히코가 쓰고 그린 일본 만화 시리즈이다. 2019년 6월부터 고단샤의 소년 매거진 엣지(Edge)에서 연재를 시작했다. 잡지 발행이 종료된 후, 시리즈는 2023년 12월에 코믹 데이즈(Comic Days) 웹사이트로 이전되었다. 해당 장은 2024년 2월 기준 단행본 9권으로 수집되었다. C2C가 제작한 애니메이션 TV 시리즈로 2023년 4월부터 6월까지 방영되었다.

## 구성
16세의 코가네이 코이토는 최근 타카미미 신사의 무녀가 되었고, 엘다라는 이름의 아름답고 나이를 초월한 엘프인 신사의 살아있는 "신"의 관리인이 되었다. 하지만 엘다는 60년 전 한 소년이 우연히 그녀의 귀를 조롱한 이후로 신전 밖으로 나가는 것을 크게 두려워하는 은둔자이다. 결과적으로 코이토는 엘다를 스스로 만든 껍질에서 꺼내어 더 큰 세상에서 삶을 즐기려고 노력하지만 다소 엇갈린 성공을 거두었다.